# Vladimir Truseněv
Vladimir Truseněv (rusky Владимир Иванович Трусенёв; 3. srpna 1931 – ? 2001) byl sovětský atlet, mistr Evropy v hodu diskem z roku 1962.

## Kariéra
Dvakrát startoval v soutěži diskařů na olympiádě – v Římě v roce 1960 ani v Tokiu o čtyři roky později na medaili nedosáhl. Úspěšnější byl na evropských šampionátech. Ve Stockholmu v roce 1958 vybojoval v diskařském finále bronzovou medaili, v roce 1962 v Bělehradu zvítězil. V roce 1962 rovněž vytvořil svůj nejlepší výkon 61,64 m, což byl zároveň světový rekord.